# خوان لوزانو
خوان لوزانو (بالإسبانية: Juan Lozano) (30 أغسطس 1955 في إسبانيا - ) هو لاعب كرة قدم إسباني في مركز الوسط. لعب مع بيرتشوت وريال مدريد ونادي رويال أندرلخت وواشنطن ديبلومتس وS.C. Eendracht Aalst ‏.

## وصلات خارجية
- خوان لوزانو على موقع قاعدة بيانات كرة القدم.إي يو (الإنجليزية)
- خوان لوزانو على موقع عالم كرة القدم.نت (الإنجليزية)